# Kecamatan Ciawi (distrikt i Indonesien, lat -7,15, long 108,12)
Kecamatan Ciawi är ett distrikt i Indonesien.   Det ligger i provinsen Jawa Barat, i den västra delen av landet, 170 km sydost om huvudstaden Jakarta.